# Машина 54, где вы?
«Машина 54, где вы?» («Car 54, Where Are You?») — американский 60-серийный комедийный полицейский ситком 1962—1963 года канала NBC.
Создатель, сценарист и режиссёр сериала Нат Хайкен стал лауреатом «Эмми» в категории «выдающаяся режиссура для комедийного сериала» (1962), сериал трижды номинировался на Прайм-таймовую премию «Эмми».
23-й эпизод сериала в 1997 году журнал «TV Guide» поставил на 61-е место в своём списке 100 величайших эпизодов.
В 1994 году был снят фильм-ремейк, однако, оказавшийся полным провалом.

## Содержание
Сериал рассказывает о приключениях двух приписанных к патрульной машине № 54 офицеров работающих на вымышленном 53-м участке в Бронксе Департамента полиции Нью-Йорка — Гюнтера Туди (значок № 1432) и Фрэнсиса Малдауна (значок № 723).
Туди невысокий, коренастый, любопытный, не очень умный, живёт со своей шумной, властной женой Люсиль. Малдаун, получивший высшее образование, очень высокий, тихий и более интеллектуальный; застенчивый холостяк, он живет с матерью и двумя младшими сёстрами и избегает мысли о браке.
Эти полицейские, как и их коллеги по участку, — не супергерои, а обычные работяги со своими проблемами и страхами. Малдаун стесняется своего высокого роста, он боится не гангстеров, а то, что он намного выше всех остальных, особенно девушек. Офицер Лео Шнауцер не питает иллюзий насчет того, чтобы разбогатеть; он просто хочет получить ещё несколько долларов из фонда социального обеспечения участка. А сержант Абрамс храбр не потому что не боится быть застреленным, он просто боится, что его выгонят из полиции, и с его больными ногами он не найдёт работу.
Сериал кардинально отличался от традиционных полицейских сериалов, здесь не было крутых копов, перестрелок, погонь, роковых женщин и чемоданов с наркотиками и долларами — герои сериала — парочка обычных полицейских, и решают разнообразные, подчас бытовые, проблемы простых людей.

Почти ничто в 53-м участке не напоминало более традиционный 87-й участок, шумящий в понедельник вечером с Эн-Би-си. Офицеры Гюнтер Туди и Фрэнсис Малдун были слишком заняты, чтобы ехать под вой сирены и играть в пиф-паф. … Те, чей вкус был притуплен синтетическим пылом сериалов жанра «приключенческий боевик», начали замечать, что Нат Хайкен изображает страхи, надежды и стремления порядочных людей — с мягким, проницательным юмором.
Оригинальный текст (англ.)Almost nothing in Nat’s 53rd Precinct resembled the more traditional 87th Precinct, a Monday night noisemaker from NBC. Officers Gunther Toody and Francis Muldoon were too busy to ride to the din of the siren and play bang-bang. .. Those whose taste had been dulled by the synthetic fervour of “action adventure” series began to notice that Nat was portraying the fears, hopes and strivings of decent people with gentle, perceptive humour.

## В ролях
- Джо Росс — Гюнтер Туди
- Фред Гуинн — Фрэнсис Малдаун
- Рут Мэстерс — миссис Малдаун
- Хэнк Гаррет — офицер Эд Николсон
- Брюс Кирби — офицер Киссэл
- Альберт Хэндерсон — офицер Дэнис О’Хара
- Эл Льюис — офицер Лео Шнауцер
- Шарлотта Рэй — Сильвия Шнауцер
- Осси Дэвис — офицер Уэлас
- Нипси Расселл — офицер Андерсон
- и другие

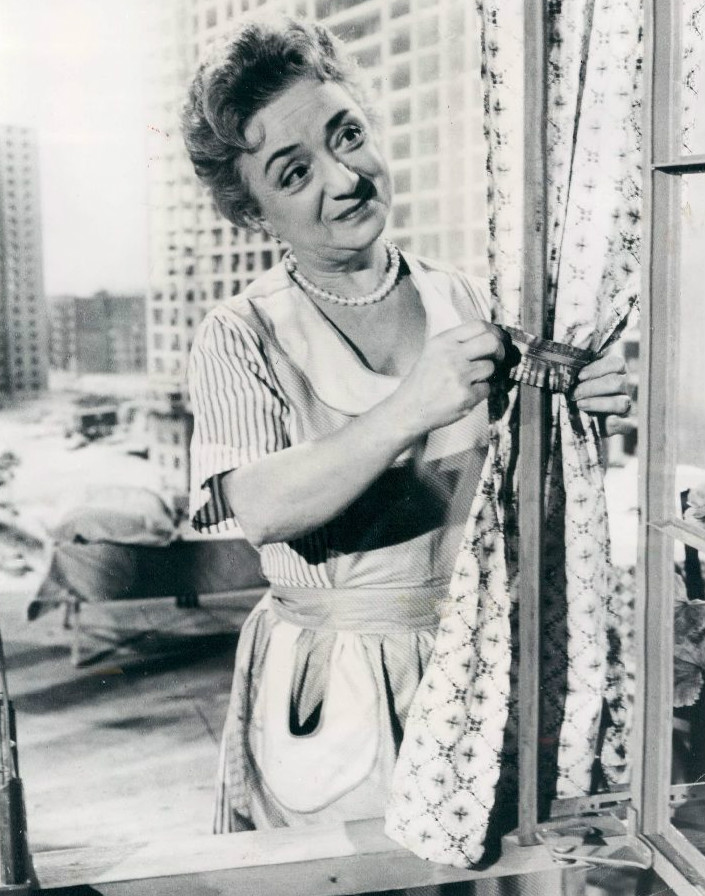
Молли Пикон в роли хозяйки не собирающейся покидать свой домик, идущий под снос под новостройки

В гостевых ролях: Элис Гостли (8-й эпизод, главная роль — девушка, с которой жена Тудди знакомит Малдауна, с полным фиаско для последнего), Молли Пикон (5-й эпизод, главная роль — женщина, отказывающаяся выселятся из своего дома идущего под снос), Кэтрин Хелмонд, Джек Гилфорд, Том Босли, Уолли Кокс, Морин Стэплтон, Джин Стэплтон, Ларри Сторч, Митч Миллер, Маргарет Хэмилтон, Дана Элкар, Хэл Линден, Арлин Голонка и другие.
В некоторых сериях знаменитости появлялись в ролях камео, так в 59-м эпизоде участвовали боксёры Шугар Рэй Робинсон и Джейк Ламотта; или телеведущий Хью Доунс в 11-эпизоде где Тудди попадает на его ток-шоу «Tonight Starring Jack Paar».

## Съёмки
Съёмки проходили в Бронксе на территории 48-го участка полиции Нью-Йорка.
Съёмочная группа никогда не привлекала для съёмок настоящих полицейских, даже в массовых сценах. Но начальник 48-го участка говорил, что его люди находят это зрелище забавным и часто обсуждают его. Он также сказал, что присутствие на улицах его участка полицейских-киношников не вызвало никакого замешательства среди жителей района и личного состава участка.
Съёмочная «машина 54», чтоб её не приняли за настоящую полицейскую машину во время натурных съемок, была выкрашена в темно-красный и белый цвета, которые на черно-белой пленке давали правильный оттенок повторяющий расцветку автомобилей полиции того времени.
Машины в качестве патрульного автомобиля: Plymouth Belvedere 1961 года в большей части первого сезона, а затем Plymouth Savoy 1962 года.

## Песня
Текст одноимённой песни на заставку был написан его создателем Нэтом Хикеном, а музыка Джоном Штраусом:
| текст на английском | в переводе на русский |
| --- | --- |
| There’s a holdup in the Bronx, Brooklyn’s broken out in fights; There’s a traffic jam in Harlem That’s backed up to Jackson Heights; There’s a Scout troop short a child, Khrushchev’s due at Idlewild; Car 54, Where Are You?? | В Бронксе произошло ограбление, в Бруклине вспыхнули драки; В Гарлеме образовалась пробка растянувшаяся до Джэксон Хайтс; Отряд скаутов потерял ребёнка, Хрущёв должен прибыть в Айдлуайлд; Машина 54, где вы?? |

Строка «Хрущёв должен прибыть в Айдлуайлд» — о событии за год до начала сериала — прибытия Хрущёва в сентябре 1960 года в Нью-Йорк для участия в Генасамблее ООН.

## Показ
Первоначально сериал шёл по воскресным утрам на канале NBC с сентября 1961 по апрель 1963 года.
В 1987—1990 годах транслировался на кабельном канале «Nick at Nite», затем в начале 1990-х на кабельном канале «Comedy Central».
И в 2000-х и в 2010-х время от времени ситком шёл по тем или иным кабельными каналами, а 15 эпизод — «Рождество на 53-м участке» регулярно показывается под Новый год и Рождество.
Полицейскими сериал был принят положительно, но не обошлось без курьёзов: в городе Акрон, штат Огайо, экипаж патрульной машины номер 54 пожаловался начальству, чтобы другие патрульные перестали называть их «Тодди» и «Малдаун», а диспетчера не вызывали их фразой «машина 54, где вы?». В Дейтоне департамент полиции исключил номер 54 из нумерации патрульных машин.